# Peter Holst-Beck
Peter Holst-Beck (født 31. maj 1964) er en dansk skuespiller, instruktør, producent og tegnefilmsdubber.
Han har gennem mange år spillet på teatrene rundt om i hele Danmark.. Han var fra 2006 til 2013 leder af Gillelejerevyen.
I 2014 blev han bedt om, at være skuespilchef og oplevelsesdesigner af "Korsbæk på Bakken"  i et tæt samarbejde med, Lisbet Dahl, DR og Lise Nørgaard. Her udviklede han konceptet med skuespil, avis, rundvisninger og events.
Efterfølgende blev han ansat som underholdningsansvarlig for Dyrehavsbakken.
I 2016 blev han af Nationalmuseet bedt om at stå for fejringen af 400 års jubilæet for Shakespeare på Kronborg Slot. Her udviklede han konceptet "Hamlet live" som er et interaktivt  og medrivende oplevelsesmiljø for alle nationaliteter. "Hamlet Live" har indtil nu været en del af højsæsonen på slottet.

## Som skuespiller
- Rejseholdet (tv-serie, 2000-2003)

## Som dubber
- Pokémon – Brock (2000 - 2011)
- Mulan (1998)
- Græsrødderne (1998)
- Tarzan (1999)
- Mulan II (2004)
- Pokémon - Paul (2008)